# Tynaarlo
Tynaarlo es un municipio y una localidad de la provincia de Drenthe en los Países Bajos. Cuenta con una superficie de 147,70 km ², de los que 4,2 km ² corresponden a la superficie ocupada por el agua. El 1 de enero de 2014 tenía una población de 32.506 habitantes, con una densidad de 227 h/km². 
El municipio se creó el 1 de enero de 1998 por la fusión de otros tres antiguos municipios: Eelde, Vries y Zuidlaren. Estaba previsto que el nuevo municipio recibiese el nombre de Zuidlaren, por tratarse de la población mayor, pero las protestas de los vecinos de Eelde y Vries determinaron la elección de un nombre más neutral, que recayó en el del pequeño pueblo de Tynaarlo, más o menos equidistante de los tres núcleos principales. En 2004 el ayuntamiento se estableció en Vries.
Tynaarlo cuenta con 18 núcleos de población oficiales.  

## Galería de imágenes

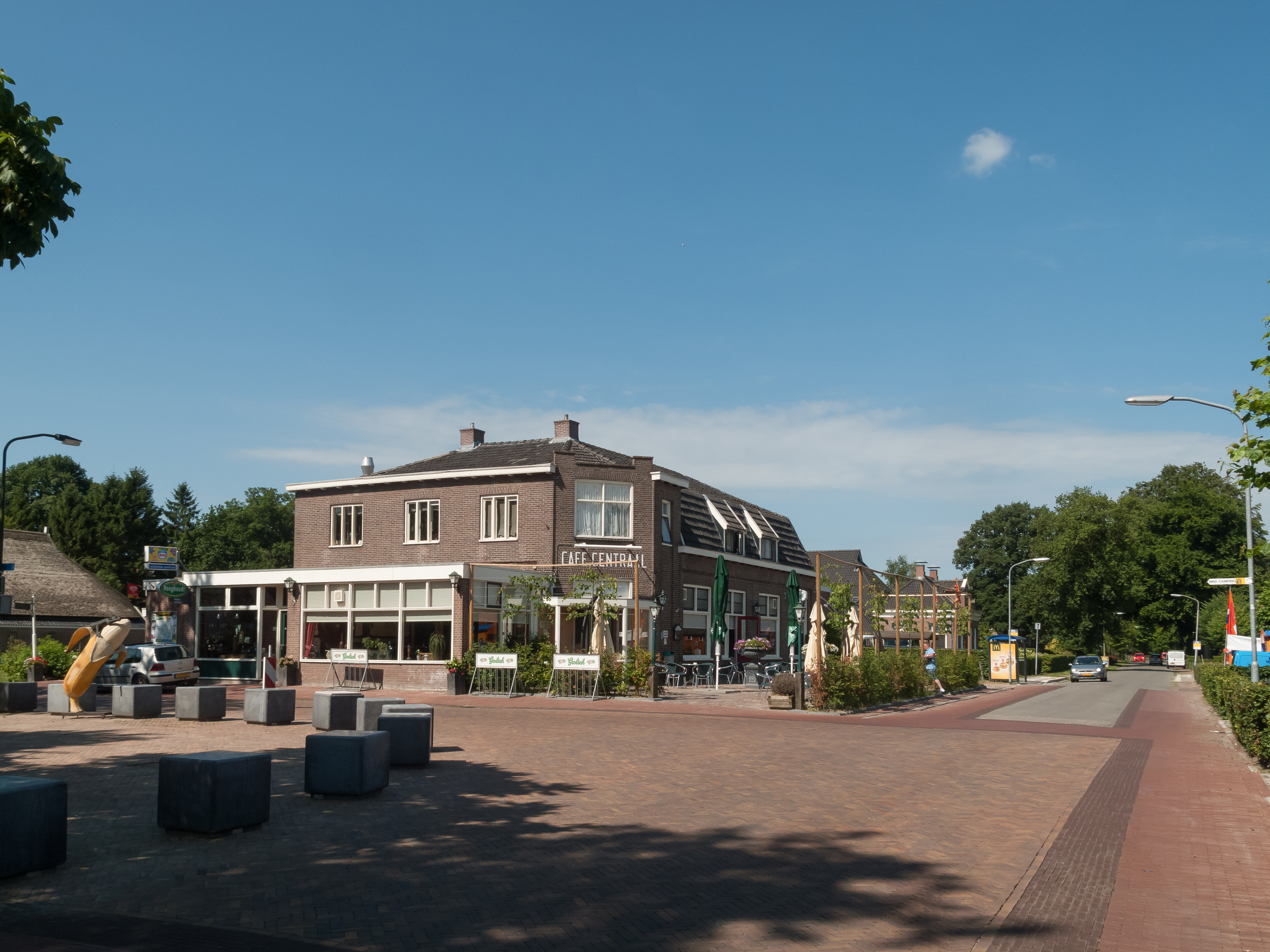
Tynaarlo, vista de la calle
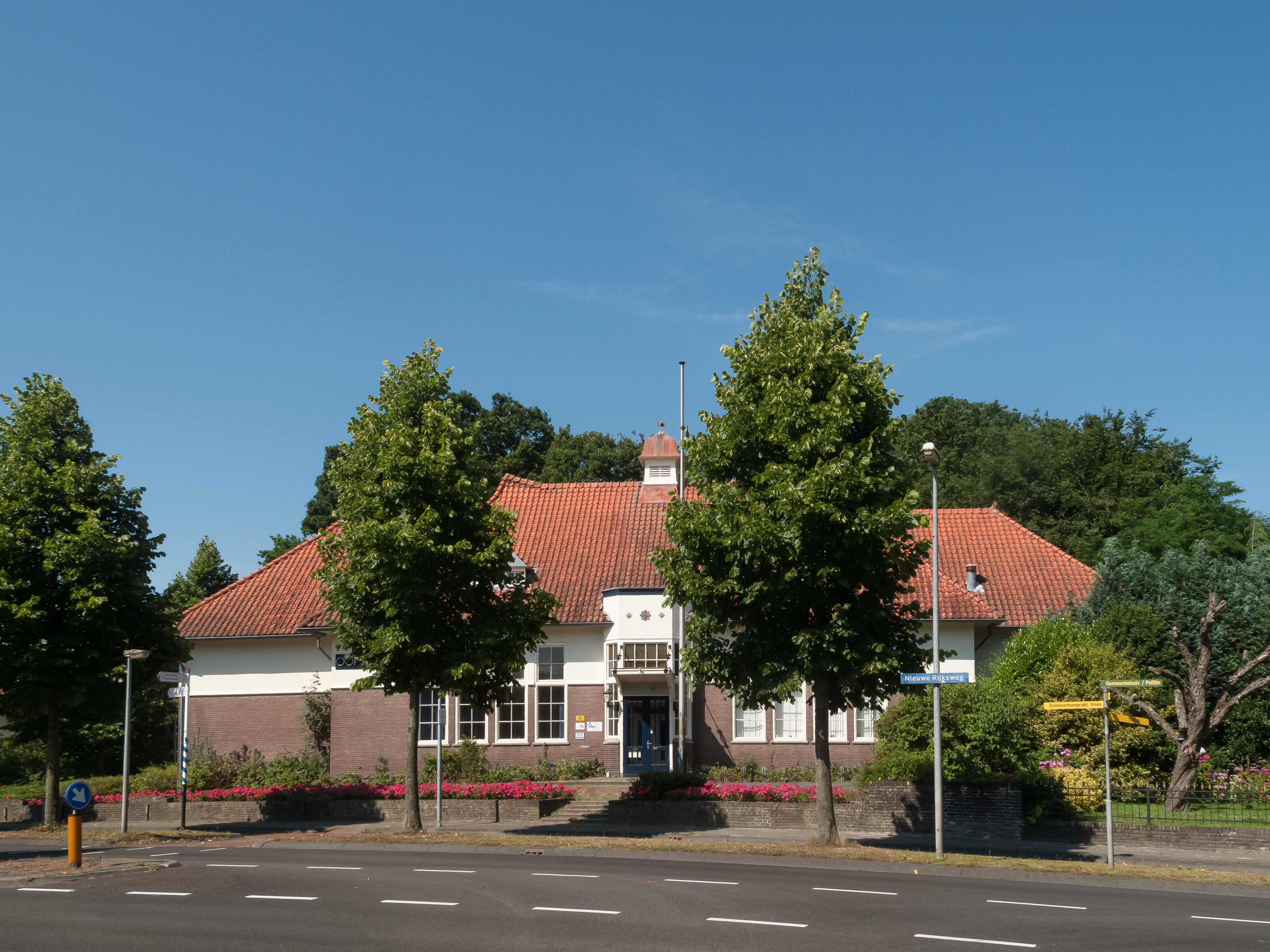
Vries, el centro social
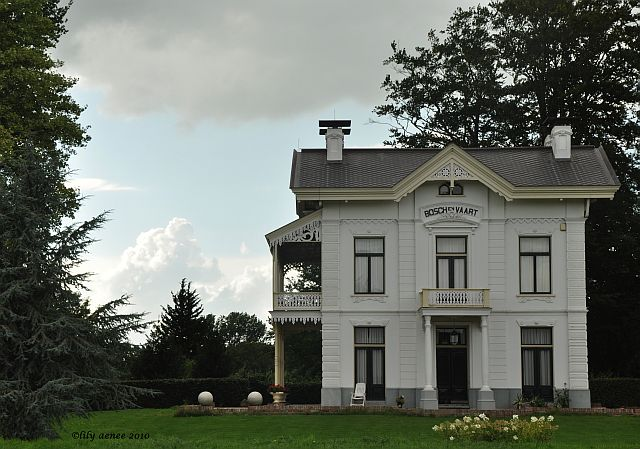
Vries, Bosch en Vaart1
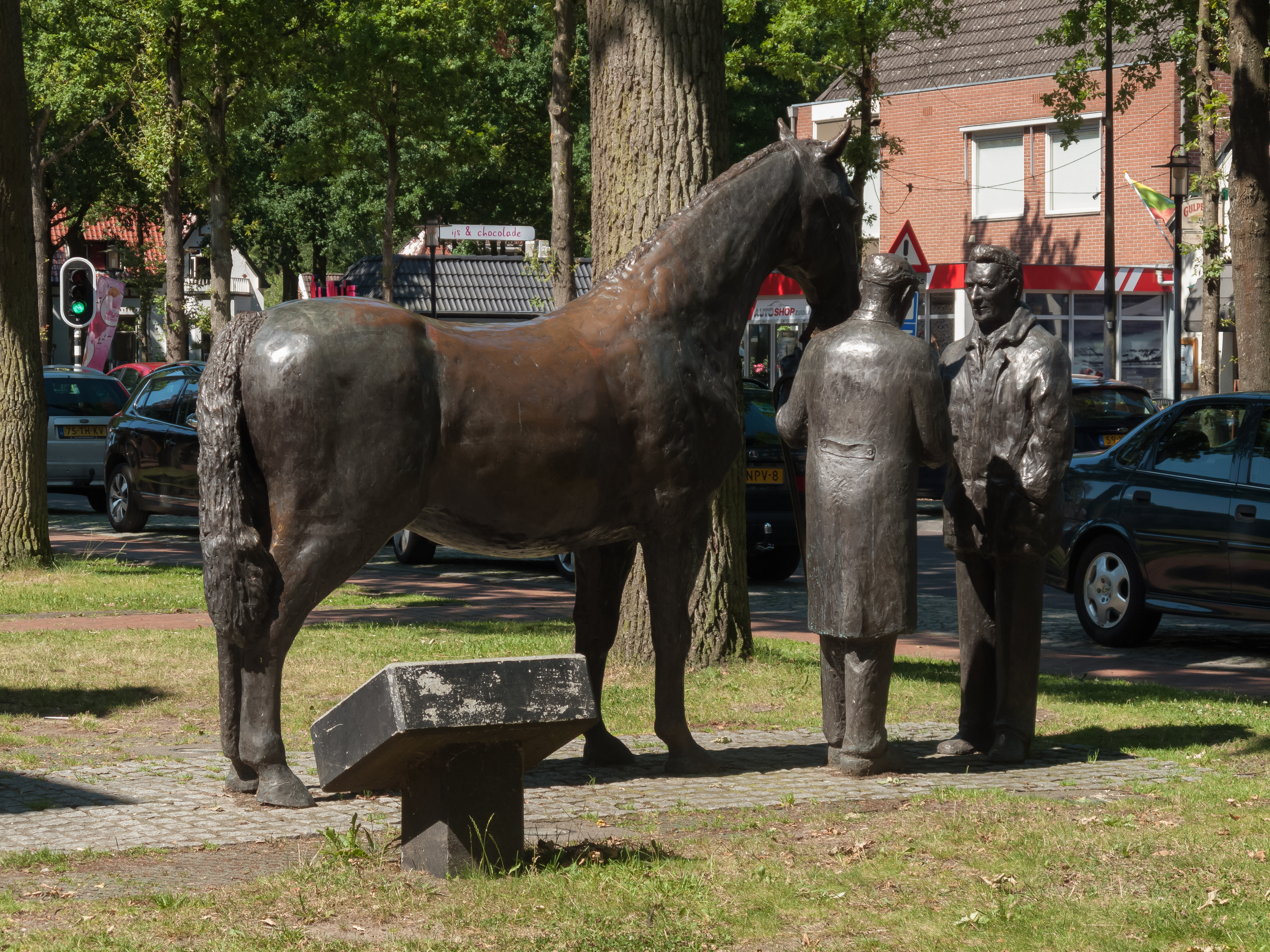
Zuidlaren, escultura: het Zuidlaardermarktmonument
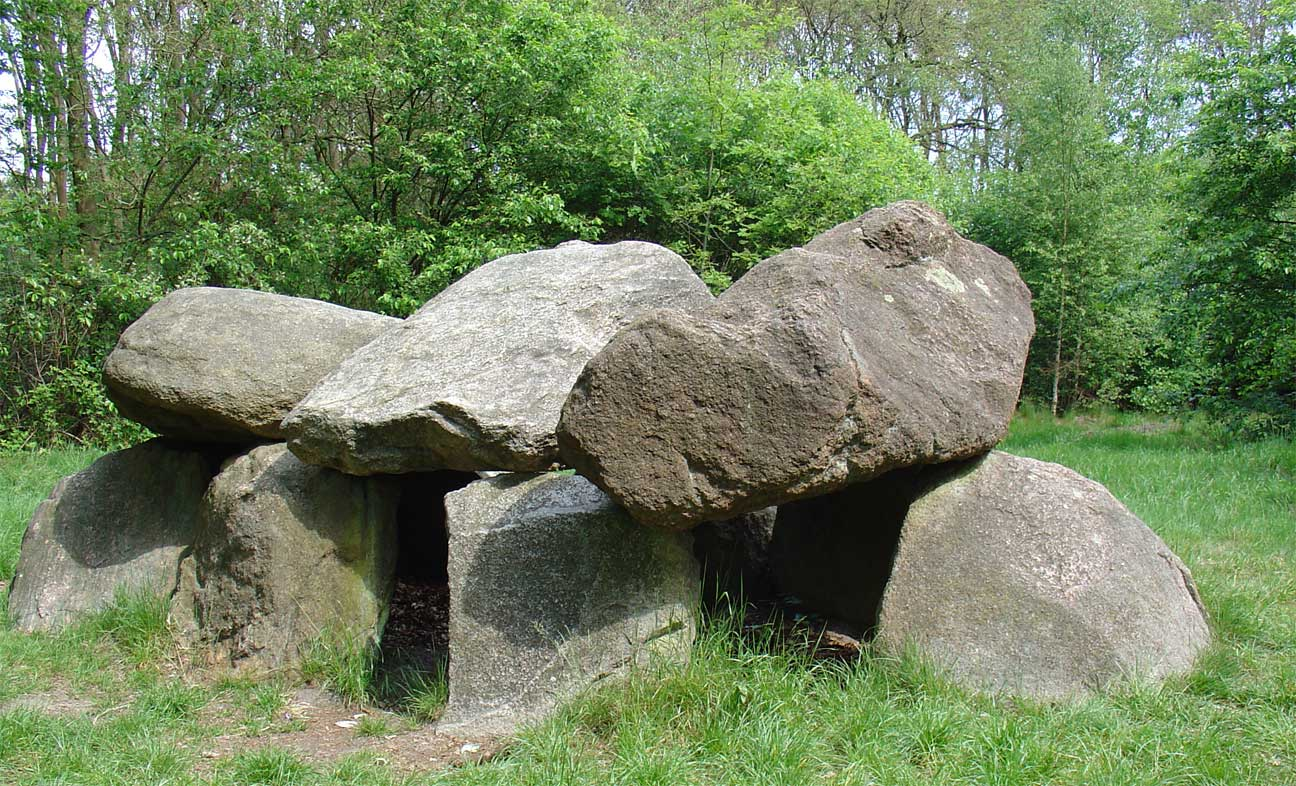
Dolmen D6 en Tynaarlo
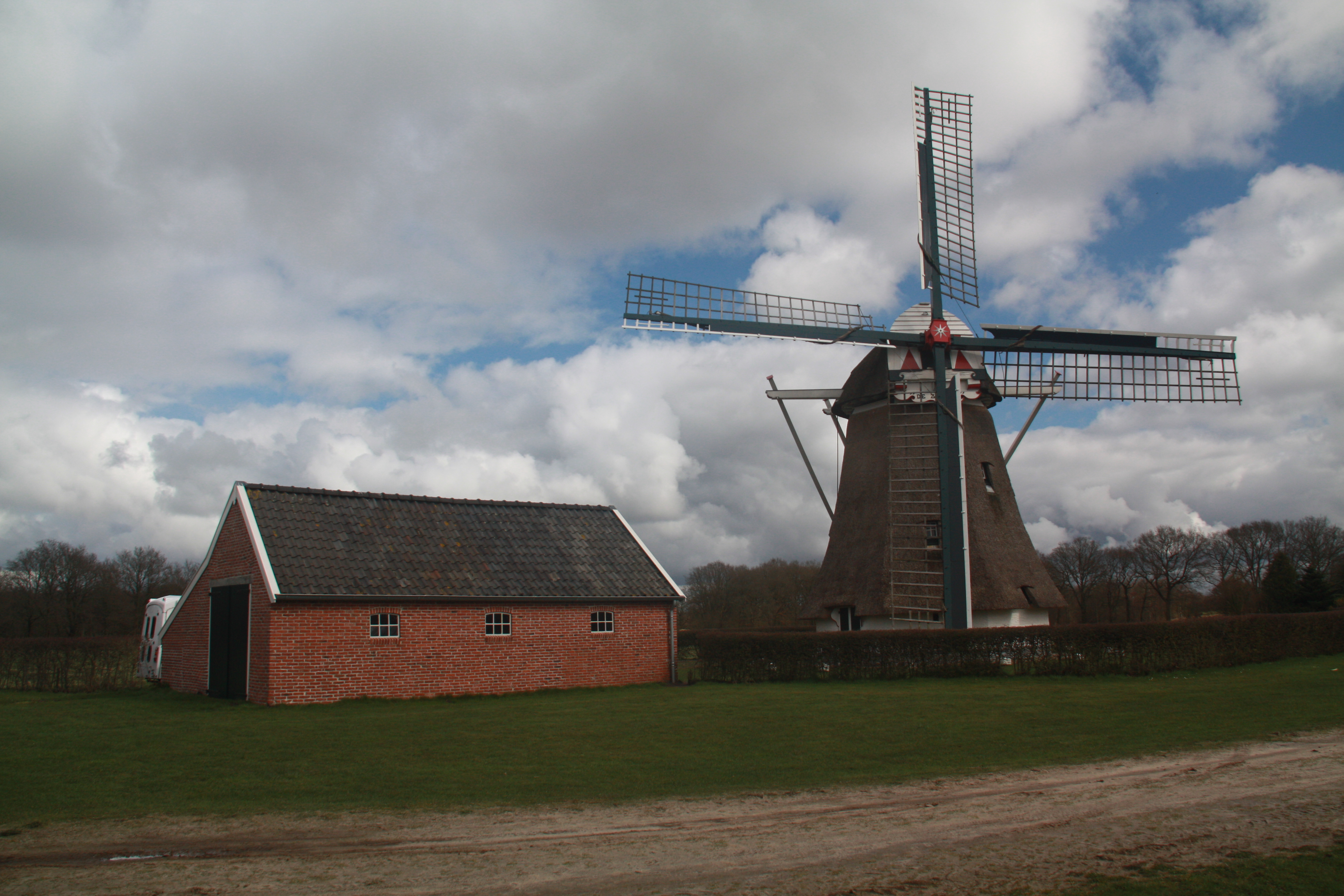
Oudemolen, molino De Zwaluw